# Anders Martinsson (kyrkomålare)
Anders Martinsson var en  svensk kyrkomålare, verksam i början av 1500-talet.
Anders Martinsson var en av de sista officiella katolska kyrkomålarna i landet. 1527 målade han valv och väggar i Valö kyrka som han signerade med Andrias Martini. Målningarna i kyrkans tre stjärnvalv och vapenhusets kryssvalv är till stora delar bevarade medan väggmålningarna i stort sett är borta eller övermålade. Motiven i takmålningarna är hämtade från gamla och nya testamentet som har blandats med varandra, och visar änglar, evangelister, kyrkofärder och helgon. I två svicklar i det mellersta valvet avbildas riksvapnet och målaryrkets vapen. I det västra valvet avbildas S:t Lukas, madonnans porträtt och mästarens signatur. 